# Pokémon Black i Pokémon White
Pokémon Black i Pokémon White (ポケットモンスターブラック・ホワイト, Poketto Monsutā Burakku Howaito, Pocket Monsters: Black & White, més coneguts en la catalanofonia com Pokémon Blanc i Negre) són els videojocs de Pokémon que iniciaran la V Generació. Els jocs van ser llançats el setembre del 2010 al Japó i la primavera del 2011 a Occident. Els Pokémon adquireixen una visió 3D bastant interessant.
Com a noves referències, a part dels nous Pokémon, hi ha nous atacs i la possibilitat de fer combats de 3 Pokémon contra 3. Els llegendaris característics són Reshiram (Black) i Zekrom (White), també són destacables els llegendaris Victini, en Kyurem, i dos trios de llegendaris, el de bèsties i el dels núvols.